# Masters de Cincinnati 2016
El Western & Southern Open 2016 es un torneo de tenis que pertenece tanto a la ATP en la categoría de ATP World Tour Masters 1000 como a la WTA en la categoría Premier 5. Se disputa del 13 al 21 de agosto de 2016 en Cincinnati, Ohio (Estados Unidos), sobre canchas duras, el cual pertenece a un conjunto de torneos que forman al US Open Series 2016.

## Cabeza de serie

### Individual masculino
El ranking está actualizado a la de la semana del 8 de agosto.
| Semb. | Rk. | Jugador            | Puntos Antes | Puntos por defender | Puntos ganados | Puntos Después | Actuación en el Torneo                           |
| ----- | --- | ------------------ | ------------ | ------------------- | -------------- | -------------- | ------------------------------------------------ |
| 1     | 2   | Andy Murray        | 9,065        | 360                 | 600            | 9,305          | Final, perdió ante Marin Čilić [12]              |
| 2     | 3   | Stan Wawrinka      | 5,070        | 180                 | 10             | 4,980          | Tercera ronda, perdió ante Grigor Dimitrov       |
| 3     | 5   | Rafael Nadal       | 4,850        | 90                  | 90             | 4,850          | Tercera ronda, perdió ante Borna Ćorić           |
| 4     | 6   | Milos Raonic       | 4,455        | 10                  | 360            | 4,805          | Semifinales, perdió ante Andy Murray [1]         |
| 5     | 7   | Kei Nishikori      | 4,075        | 0                   | 90             | 4,165          | Tercera ronda, perdió ante Bernard Tomic         |
| 6     | 8   | Tomáš Berdych      | 3,660        | 180                 | 90             | 3,570          | Tercera ronda, perdió ante Marin Čilić [12]      |
| 7     | 9   | Jo-Wilfried Tsonga | 2,815        | 10                  | 90             | 2,895          | Tercera ronda, perdió ante Steve Johnson         |
| 8     | 10  | Dominic Thiem      | 3,035        | 10                  | 180            | 3,205          | Cuartos de final, perdió ante Milos Raonic [4]   |
| 9     | 11  | Gaël Monfils       | 2,755        | 10                  | 90             | 2,835          | Tercera ronda, se retiró ante Dominic Thiem [8]  |
| 10    | 12  | David Ferrer       | 2,695        | 0                   | 10             | 2,705          | Primera ronda, perdió ante Julien Benneteau [PR] |
| 11    | 13  | David Goffin       | 2,610        | 90                  | 45             | 2,565          | Segunda ronda, perdió ante Bernard Tomic         |
| 12    | 14  | Marin Čilić        | 2,605        | 90                  | 1000           | 3,515          | Final, venció a Andy Murray [1]                  |
| 13    | 15  | Richard Gasquet    | 2,320        | 180                 | 45             | 2,185          | Segunda ronda, perdió ante Kevin Anderson        |
| 14    | 16  | Nick Kyrgios       | 2,025        | 10                  | 45             | 2,060          | Segunda ronda, perdió ante Borna Ćorić           |
| 15    | 17  | Roberto Bautista   | 2,015        | 45                  | 10             | 1,980          | Primera ronda, perdió ante Nicolas Mahut         |
| 16    | 18  | Feliciano López    | 1,975        | 180                 | 45             | 1,840          | Segunda ronda, perdió ante Grigor Dimitrov       |

### Dobles masculino
| Tenista                             | Ranking | Preclasificada |
| Pierre-Hugues Herbert Nicolas Mahut | 3       | 1              |
| Bob Bryan Mike Bryan                | 11      | 2              |
| Jamie Murray Bruno Soares           | 12      | 3              |
| Ivan Dodig Marcelo Melo             | 14      | 4              |
| Jean-Julien Rojer Horia Tecău       | 23      | 5              |
| Daniel Nestor Vasek Pospisil        | 26      | 6              |
| Rohan Bopanna Florin Mergea         | 29      | 7              |
| Raven Klaasen Rajeev Ram            | 34      | 8              |

## Cabeza de serie

### Individual femenino
El ranking está actualizado a la de la semana del 8 de agosto.
| Semb. | Rk. | Jugadora                  | Puntos Antes | Puntos por defender | Puntos ganados | Puntos Después | Actuación en el Torneo                               |
| ----- | --- | ------------------------- | ------------ | ------------------- | -------------- | -------------- | ---------------------------------------------------- |
| 1     | 1   | Serena Williams           | 7,950        | 900                 | 0              | 7,050          | Se retiró del torneo                                 |
| 2     | 2   | Angelique Kerber          | 6,375        | 1                   | 585            | 6,959          | Final, perdió ante Karolína Plíšková [15]            |
| 3     | 3   | Simona Halep              | 5,386        | 585                 | 350            | 5,236          | Semifinales, perdió ante Angelique Kerber [2]        |
| 4     | 4   | Garbiñe Muguruza          | 5,481        | 1                   | 350            | 5,830          | Semifinales, perdió ante Karolína Plíšková [15]      |
| 5     | 5   | Agnieszka Radwańska       | 5,250        | 1                   | 105            | 5,439          | Cuartos de final, perdió ante Simona Halep [3]       |
| 6     | 8   | Roberta Vinci             | 3,440        | 1                   | 105            | 3,544          | Tercera ronda, perdió ante Carla Suárez [9]          |
| 7     | 10  | Svetlana Kuznetsova       | 3,060        | 0                   | 190            | 3,250          | Cuartos de final, perdió ante Karolína Plíšková [15] |
| 8     | 11  | Dominika Cibulková        | 3,055        | 1                   | 105            | 3,159          | Tercera ronda, perdió ante Tímea Babos [Q]           |
| 9     | 12  | Carla Suárez              | 3,010        | 1                   | 105            | 3,303          | Cuartos de final, perdió ante Angelique Kerber [2]   |
| 10    | 13  | Johanna Konta             | 2,940        | 0                   | 105            | 3,045          | Tercera ronda, perdió ante Agnieszka Radwańska [5]   |
| 11    | 14  | Petra Kvitová             | 2,920        | 1                   | 0              | 2,919          | Se retiró del torneo                                 |
| 12    | 15  | Timea Bacsinszky          | 2,609        | 1                   | 105            | 2,713          | Tercera ronda, perdió ante Svetlana Kuznetsova [7]   |
| 13    | 16  | Belinda Bencic            | 1,706        | 105                 | 1              | 1,602          | Segunda ronda, perdió ante Tímea Babos [Q]           |
| 14    | 17  | Samantha Stosur           | 2,370        | 1                   | 1              | 2,370          | Segunda ronda, perdió ante Barbora Strýcová          |
| 15    | 18  | Karolína Plíšková         | 2,340        | 105                 | 900            | 3,135          | Final, venció a Angelique Kerber [2]                 |
| 16    | 19  | Anastasiya Pavliuchenkova | 2280         | 190                 | 105            | 2195           | Tercera ronda, perdió ante Garbiñe Muguruza [4]      |
| 17    | 20  | Elina Svitolina           | 2146         | 350                 | 1              | 1797           | Segunda ronda, perdió ante Daria Gavrilova [Q]       |

### Dobles femenino
| Tenista                             | Ranking | Preclasificada |
| Caroline Garcia Kristina Mladenovic | 7       | 1              |
| Chan Hao-ching Chan Yung-jan        | 12      | 2              |
| Tímea Babos Yaroslava Shvédova      | 17      | 3              |
| Martina Hingis Coco Vandeweghe      | 26      | 4              |
| Julia Görges Karolína Plíšková      | 28      | 5              |
| Raquel Atawo Abigail Spears         | 34      | 6              |
| Sania Mirza Barbora Strýcová        | 40      | 7              |
| Xu Yifan Zheng Saisai               | 40      | 8              |

## Campeones

### Individual masculino
Marin Čilić derrotó a  Andy Murray por 6-4, 7-5

### Individual femenino
Karolína Plíšková derrotó a  Angelique Kerber por 6-3, 6-1

### Dobles masculino
Ivan Dodig /  Marcelo Melo derrotaron a  Jean-Julien Rojer /  Horia Tecău por 7-6(5), 6-7(5), [10-6]

### Dobles femenino
Sania Mirza /  Barbora Strýcová derrotaron a  Martina Hingis /  Coco Vandeweghe por 7-5, 6-4